# Santiago Cañizares
José Santiago Cañizares Ruiz (Madrid, 18 de dezembro de 1969) é um ex-futebolista espanhol que atuou como goleiro.

## Carreira
Começou nas categorias de base do Real Madrid, e passou pelas equipes do Elche, Mérida e Celta de Vigo. Voltou para o Real na temporada 1994-95, onde ganhou duas ligas e uma Liga dos Campeões da Europa.
Foi para o Valencia, em 1998, onde ganhou mais duas ligas, uma Copa do Rei, uma Supercopa da Espanha, uma Copa da UEFA e uma Supercopa da Europa. Recebeu três troféus Zamora, concedido ao goleiro menos vazado da liga.
No dia 23 de maio de 2001, pela final da Liga dos Campeões da UEFA de 2000-01, na partida entre Bayern de Munique e Valencia CF, depois do final do jogo, o jogador foi até o final do campo e chorou pela derrota. O goleiro do Bayern de Munique, Oliver Kahn, foi até o jogador chorando e o consolou. O Bayern de Munique foi campeão naquela final. Tal cena, anos mais tarde, foi mundialmente - e erroneamente - divulgada como um pesar devido à notícia que Cañizares haveria recebido que sua mãe havia morrido, notícia esta recebida antes mesmo da cobrança de pênaltis.
No dia 16 de maio de 2008 rescindiu contrato com o Valencia, por onde jogou por 10 anos, para dar espaço ao goleiro Timo Hildebrand. Sem ter propostas que o atraíssem, Cañizares se aposentou do futebol. Em 2014, atuou na versão espanhola do Dancing With The Stars.

### Seleção espanhola
Pela seleção espanhola foi medalha de ouro nos Jogos Olímpicos de Barcelona, em 1992. Na Copa do Mundo de 2002, era o goleiro titular da seleção. Porém, um acidente, onde um frasco de perfume lhe cortou o pé ao cair no chão, o impossibilitou de jogar. Foi convocado, ao todo, para três Copas do Mundo (1994, 1998 e 2006).

## Títulos
Real Madrid
- La Liga: 1994–95 e 1996–97
- Supercopa de España: 1997
- Liga dos Campeões da UEFA: 1997–98

Valencia
- Copa del Rey: 1998–99 e 2007-08
- Supercopa de España: 1999
- La Liga: 2001–02 e 2003–04
- Copa da UEFA: 2003–04
- Supercopa Européia: 2004
- Taça Intertoto da UEFA : 1998

### Prêmios individuais
- Troféu Zamora: 1992–93, 2000–01, 2001–02 e 2003–04
- Equipe do Ano da UEFA: 2001